# Đỗ Tăng
Đỗ Tăng (chữ Hán: 杜曾, ? - 319), người Tân Dã, thủ lĩnh quân phiệt ở Kinh Châu cuối đời Tây Tấn.

## Cuộc đời và sự nghiệp
Tăng là em họ của Nam trung lang tướng Đỗ Nhuy, có cùng ông cụ. Từ nhỏ ông kiêu dũng hơn người, có thể mặc giáp mà lặn dưới nước. Ban đầu làm Trấn nam tham quân cho Tân Dã vương Tư Mã Hâm, từng làm Hoa Dung lệnh, thăng đến Nam Man tư mã. Mỗi khi ra trận, dũng quán ba quân. Trong loạn Vĩnh Gia, Kinh Châu hoang tàn, kẻ từng làm Nha môn tướng là Hồ Kháng nổi dậy ở Cảnh Lăng, tự đặt hiệu Sở công, lấy Tăng làm thái thú Cảnh Lăng. Kháng sau đó nghi kỵ nên giết vài mươi viên kiêu tướng dưới quyền, khiến Tăng bất an, vờ khuất mình phục vụ Kháng, để tìm cơ hội lật đổ ông ta. Kháng không nhận ra, nên rất tín nhiệm ông. Thủ lĩnh nghĩa quân ở Kinh Châu là Vương Xung tự xưng Kinh Châu thứ sử, dựa vào lực lượng khá mạnh mà nhiều lần đánh úp quân đội của Kháng. Kháng lo lắng, hỏi kế Tăng, Tăng khuyên đánh, Kháng cho là phải. Tăng mượn cớ đem binh khí đi mài, ngầm dẫn dụ quân của Xung đến đánh, Kháng sai kỵ binh tinh nhuệ ra cự, trong thành trống rỗng, Tăng thừa cơ giết Kháng rồi thôn tính quân đội của ông ta; tự xưng Nam trung lang tướng, lãnh thái thú Cảnh Lăng. Tằng hỏi cưới con gái của thái thú Nam quận Lưu Vụ không được, bèn giết cả nhà ông ta. Gặp lúc Tấn Mẫn đế sai Đệ Ngũ Y làm An nam tướng quân, thứ sử Kinh Châu, ông đón Y ở Tương Dương, lấy con gái ông ta cho con trai của anh mình, rồi chia nhau cát cứ lưu vực Miện – Hán.
Khi ấy Đào Khản mới phá Đỗ Thao, thừa thắng đánh Tăng, có ý xem thường binh lực của ông ít ỏi. Tư mã Lỗ Điềm khuyên Khản thận trọng, nhưng ông ta không nghe, tiến quân vây Tăng ở Thạch Thành. Khi ấy quân của Tăng phần lớn là kỵ binh, mà Khản không có ngựa. Ông bất ngờ xông ra, xuyên qua trận địa của Khản, rồi từ đằng sau tiếp tục tấn công, quân của Khản đại bại, đâm đầu xuống nước chết mấy trăm người. Tằng sắp đi Thuận Dương, xuống ngựa vái Khản mà cáo từ. Tăng gửi thư cho Bình Nam tướng quân Tuân Tung, xin đánh nghĩa quân ở Đan Thủy để tự hiệu, Tung đồng ý. Khản gửi thư khuyên Tung từ chối, nhưng Tung lấy cớ đất Uyển thiếu quân, cần Tăng làm ngoại viện, nên không nghe. Ông đưa hơn 2000 quân xuất thân từ lưu dân quay lại vây Tương Dương, mấy ngày không hạ được thì bỏ đi.
Khi Vương Cảo làm thứ sử Kinh Châu, Tằng chống lại, Cảo sai bộ tướng Chu Quỹ, Triệu Dụ tấn công, đều bị ông giết chết. Vương Đôn sai Chu Phóng dẹp ông. Qua nhiều trận không thắng được, Phóng ngầm sai người men núi mở đường, nhân lúc Tăng không đề phòng mà tập kích, đánh tan quân của ông. Bộ tướng của Tăng là Mã Tuấn, Tô Ôn bắt chủ tướng đưa đến chỗ Phóng xin hàng. Phóng muốn giải ông đến Vũ Xương, nhưng con Quỹ là Xương, con Dụ là Dận đòi báo thù giết cha, nên chém Tăng, xẻ thịt mà ăn.